# Entodon herbaceus
Entodon herbaceus är en bladmossart som beskrevs av Bescherelle 1899. Entodon herbaceus ingår i släktet Entodon och familjen Entodontaceae. Inga underarter finns listade i Catalogue of Life.